# Spiroctenus cambierae
Spiroctenus cambierae là một loài nhện trong họ Nemesiidae.
Spiroctenus cambierae được miêu tả năm 1902 bởi Purcell.